# Avair Strabain
Avair Strabain (≈Avar Stråben) var en høvding i Alva Sogn i det sydlige Gotland, som ifølge Gutersagaen stod i spidsen for guternes forhandlinger om et økonomisk-politisk samarbejde med svenskerne. Efter at svenskerne flere gange havde angrebet Gotland uden held, besluttede guterne at tilbyde dem en fredsaftale. Avair Strabain rejste til sveakongens hof i Uppsala, fik audiens under kongens måltid og forhandlede endelig en gutnisk-svensk aftale hjem. Aftalen bestemte, at guterne skulle have en fri og sikker adgang til det svenske fastland uden at betale told eller afgift. Til gengæld skulle guterne betale en skat til den svenske konge på 60 mark hvert år og drage i ledning med hans hær. Gutersagaen betonede friviligheden i aftalen og var på den måde med til af definere Gotlands juridiske forhold til Sverige.
Sagaen fortæller ikke, hvornår aftalen er indgået. Måske er begivenheden sket i 800-tallet, efter at Wulfstan af Hedeby kunne berette, at Gotland er nu forbundet med Sverige. Peder Hansen Resen skriver i Atlas Danicus, at aftalen kom i stand under Erik Sejrsæl, men det er uvist. Under henvisning til, at Beovulf fra Beovulfkvadet også blev kaldt Ælfhere, er der overvejelser, om Beowulf og Avair Strabain måske er samme person.